# Park Kyu-seon
Park Kyu-seon (24 de setembro de 1981) é um futebolista profissional sul-coreano que atua como meia.

## Carreira
Park Kyu-seon representou a Seleção Sul-Coreana de Futebol nas Olimpíadas de 2004.